# Warcz (wieś)
Warcz (niem. Wartsch) – wieś w Polsce położona w województwie pomorskim, w powiecie gdańskim, w gminie Trąbki Wielkie przy drodze wojewódzkiej nr 226.
W skład sołectwa Warcz wchodzą również osady Lisiki oraz Warcz.
Wieś należąca do Gdańskiej Wyżyny terytorium miasta Gdańska położona była w drugiej połowie XVI wieku w województwie pomorskim. W latach 1975–1998 miejscowość administracyjnie należała do województwa gdańskiego.
W miejscowości znajduje się szkoła z 1910 roku, która początkowo pełniła funkcję szkoły podstawowej, następnie gimnazjalnej. W 2009 roku gimnazjum zostało zlikwidowane, a rok później powstała szkoła specjalna.